# Главецкас Кястутіс Владович
Кястутіс Владович Главецкас (30 квітня 1949, місто Вільнюс, тепер Литва — 30 квітня 2021, місто Вільнюс, Литва) — литовський державний діяч, економіст, секретар ЦК КП Литви, кандидат економічних наук (1976), доктор економічних наук (1987), професор (1989). Депутат Верховної ради (відновлювального Сейму) Литовської Республіки в 1990—1992 роках. Депутат Сейму Литовської Республіки в 1996—2021 роках. 

## Життєпис
У 1967 році закінчив Вільнюську середню школу імені Антанаса Вєнуоліса.
У 1967—1972 роках — студент факультеті промислової економіки Вільнюського державного університету, економіст.
З 1972 року викладав на економічному факультеті Вільнюського університету. У 1973—1976 роках навчався в аспірантурі Вільнюського державного університету.
З 1975 до 1984 року — доцент, до 2000 року — професор економічного факультету Вільнюського університету.
Член КПРС з 1986 до 1990 року.
У 1987 році захистив дисертацію на здобуття ступеня доктора економічних наук у Талліннському університеті Естонської РСР. У 1988 році стажувався в Університеті Франкфурта-на-Майні (Федеративна Республіка Німеччина). 
22 грудня 1989 — 1990 року — секретар ЦК КП Литви — завідувач відділу економічних та соціальних питань ЦК КП Литви.
У 1989—1990 роках стажувався в Нью-Йоркському університеті, а в 1992—1993 роках — у Будапештському економічному університеті.
У 1992—1996 роках — консультант литовських та іноземних компаній. У 1992—1998 роках — засновник та голова правління Литовський інститут вільного ринку. Одночасно в 1993—1996 роках — голова Національної ради фондової біржі Литви.
У 1996 році обраний до Сейму Литви як кандидат від Литовського центристського союзу, переобраний у 2000 році та в 2004 році за списком Ліберально-центристського союзу.
У 1998—2000 роках — заступник голови, в 2000—2003 роках — голова Литовської центристської спілки (LCS).
У 2002 році, як кандидат від Литовської центристської спілки, безуспішно брав участь у президентських виборах Литовської Республіки (зібрав 0,52% голосів). У 2003 році був членом Каунаської міської ради. 
Був активним ініціатором та прихильником об'єднання Литовської центристської спілки із Литовським ліберальним союзом та Сучасним християнсько-демократичним союзом. 31 травня 2003 року обраний першим заступником голови Ліберально-центристського союзу Литви. У 2005 році виключений з Ліберально-центристського союзу. А в 2008 році вступив до політичної партії Ліберальний рух Литовської Республіки.
Після розколу в ліберальному русі Литовської Республіки став одним із лідерів Ліберального руху Литовської Республіки, а на виборах 2008 року, як кандидат від партії, вп'яте став членом парламенту, перемігши в одномандатному окрузі. У 2012, 2016 та 2020 роках переобраний членом литовського Сейму. У 2020 році, невдовзі після початку чергового терміну повноважень Сейму, вийшов зі складу фракції Ліберального руху Литовської Республіки.
Написав понад 300 наукових робіт з питань ринкової економіки в Литві та за кордоном, а також книги «Проблеми інтенсифікації виробництва» (Вільнюс: Mintis, 1986), «Ринкова економіка та державне регулювання» (Вільнюс: Balticon, 1990).
30 квітня 2021 року помер у Вільнюсі. Похований на Антакальніському цвинтарі Вільнюса.

## Нагороди та відзнаки
- орден Великого князя Литовського Гедимінаса (Командорський хрест) (Литва) (2004)
- медаль Незалежності Литви (Литва) (2000)